# 高安市博物館
高安市博物館，于1974年建成，面积约1300平方米。本来称“高安县革命纪念馆”，1980年10月改名为“高安县博物馆”。位于高安的筠泉路1号，是一个地方綜合性博物館。
展品以古陶瓷为主。并陈列了战国木椁墓、明代女尸及随葬品。